# Lijst van nummer 1-hits in Wallonië in 2012
Deze hits stonden in 2012 op nummer 1 in de Waalse Ultratop 50, de bekendste hitlijst in Wallonië.
| Datum        | Artiest         | Titel                                    |
| ------------ | --------------- | ---------------------------------------- |
| 7 januari    | Lykke Li        | I follow rivers                          |
| 14 januari   | Shakira         | Je l'aime à mourir                       |
| 21 januari   | Shakira         | Je l'aime à mourir                       |
| 28 januari   | Michel Teló     | Ai se eu te pego!                        |
| 4 februari   | Michel Teló     | Ai se eu te pego!                        |
| 11 februari  | Michel Teló     | Ai se eu te pego!                        |
| 18 februari  | Michel Teló     | Ai se eu te pego!                        |
| 25 februari  | Michel Teló     | Ai se eu te pego!                        |
| 3 maart      | Michel Teló     | Ai se eu te pego!                        |
| 10 maart     | Michel Teló     | Ai se eu te pego!                        |
| 17 maart     | Michel Teló     | Ai se eu te pego!                        |
| 24 maart     | Michel Teló     | Ai se eu te pego!                        |
| 31 maart     | Michel Teló     | Ai se eu te pego!                        |
| 7 april      | Michel Teló     | Ai se eu te pego!                        |
| 14 april     | Sexion d'Assaut | Avant qu'elle parte                      |
| 21 april     | Sexion d'Assaut | Avant qu'elle parte                      |
| 28 april     | Gotye & Kimbra  | Somebody that I used to know             |
| 5 mei        | Tal             | Le sens de la vie                        |
| 12 mei       | Gotye & Kimbra  | Somebody that I used to know             |
| 19 mei       | Gotye & Kimbra  | Somebody that I used to know             |
| 26 mei       | Gotye & Kimbra  | Somebody that I used to know             |
| 2 juni       | Gotye & Kimbra  | Somebody that I used to know             |
| 9 juni       | Gotye & Kimbra  | Somebody that I used to know             |
| 16 juni      | Gotye & Kimbra  | Somebody that I used to know             |
| 23 juni      | Sam Sparro      | Happiness                                |
| 30 juni      | Sam Sparro      | Happiness                                |
| 7 juli       | Sam Sparro      | Happiness                                |
| 14 juli      | Sam Sparro      | Happiness                                |
| 21 juli      | Sam Sparro      | Happiness                                |
| 28 juli      | Sam Sparro      | Happiness                                |
| 4 augustus   | Sam Sparro      | Happiness                                |
| 11 augustus  | Sam Sparro      | Happiness                                |
| 18 augustus  | Asaf Avidan     | One day / Reckoning song (Wankelmut rmx) |
| 25 augustus  | Asaf Avidan     | One day / Reckoning song (Wankelmut rmx) |
| 1 september  | Asaf Avidan     | One day / Reckoning song (Wankelmut rmx) |
| 8 september  | Asaf Avidan     | One day / Reckoning song (Wankelmut rmx) |
| 15 september | Asaf Avidan     | One day / Reckoning song (Wankelmut rmx) |
| 22 september | Asaf Avidan     | One day / Reckoning song (Wankelmut rmx) |
| 29 september | Asaf Avidan     | One day / Reckoning song (Wankelmut rmx) |
| 6 oktober    | Asaf Avidan     | One day / Reckoning song (Wankelmut rmx) |
| 13 oktober   | Asaf Avidan     | One day / Reckoning song (Wankelmut rmx) |
| 20 oktober   | Asaf Avidan     | One day / Reckoning song (Wankelmut rmx) |
| 27 oktober   | Asaf Avidan     | One day / Reckoning song (Wankelmut rmx) |
| 3 november   | Adele           | Skyfall                                  |
| 10 november  | Adele           | Skyfall                                  |
| 17 november  | Adele           | Skyfall                                  |
| 24 november  | Adele           | Skyfall                                  |
| 1 december   | PSY             | Gangnam style                            |
| 8 december   | PSY             | Gangnam style                            |
| 15 december  | PSY             | Gangnam style                            |
| 22 december  | PSY             | Gangnam style                            |
| 29 december  | PSY             | Gangnam style                            |